# Veturius assimilis
Veturius assimilis là một loài bọ cánh cứng trong họ Passalidae. Loài này được Weber miêu tả khoa học năm 1801.